# Dutch è molto meglio di papà
Dutch è molto meglio di papà (Dutch) è un film del 1991 diretto da Peter Faiman e scritto da John Hughes. Le musiche sono state composte da Alan Silvestri.
Il film negli Stati Uniti ha ricevuto un incasso pari a $4,603,929, quindi, considerati i 17 milioni di dollari che sono stati investiti per produrlo, è stato considerato un flop. In Italia ha ricevuto recensioni dal quotidiano Il Tempo. Essendo un road movie ambientato durante il periodo del Giorno del ringraziamento (dunque a fine novembre) ed una riuscita commedia portatrice sana dell'ottimismo americano, viene spesso trasmesso da Mediaset a dicembre nei pomeriggi dei giorni di vacanza.

## Trama
Doyle è un adolescente ricco, viziato e piuttosto scontroso che studia in un costoso college privato di Atlanta, dove risiede dalla separazione dei suoi genitori, pur di non vivere con sua madre Natalie. Egli infatti stima molto il padre Reed e ritiene sua madre l'unica responsabile della fine del suo matrimonio con lui. In realtà Natalie, per amore del figlio, ha provato per anni a far durare il matrimonio con l'ex marito, sopportandone i continui tradimenti. Doyle dovrebbe trascorrere il Giorno del Ringraziamento con il padre, ma riceve una telefonata della sua segretaria, la quale lo informa che, a causa di un improvviso impegno di lavoro, Reed non potrà andare a prenderlo. Piuttosto che passare le feste con sua madre, il ragazzo preferisce rimanere da solo al college e Natalie rimane talmente delusa da questo che il suo compagno Dutch, per renderla felice, decide di partire da Chicago e andare a prendere Doyle personalmente.
Fin dal loro primo incontro però, Doyle dimostra di detestare Dutch ancor più di sua madre (anche perché non appare socialmente importante come suo padre) e tra i due si sviluppa subito un rapporto di guerra a tratti comica, a tratti grottesca. Durante il viaggio di ritorno ne succedono di tutti i colori. La macchina di Dutch viene distrutta da un TIR a causa di una stupida bravata del ragazzo. Costretti a proseguire il viaggio in altro modo, i due riescono a ottenere un passaggio da due prostitute, le quali però li derubano e li lasciano appiedati. Poi, dopo aver viaggiato clandestinamente su un camion, Dutch e Doyle vengono scoperti e malmenati. Dutch però si rifiuta sempre di ammettere di essere in difficoltà e di chiedere aiuto, un po' per orgoglio (non volendo dare a Doyle questa soddisfazione) e un po' per amore di Natalie.
Poco a poco però, Dutch riesce a riscattarsi con il ragazzo, nonostante la loro profonda diversità. Anche Doyle inizia a vedere con occhi diversi il patrigno e ad apprezzare maggiormente quel mondo così diverso dal contesto altoborghese a cui è abituato. Inoltre, telefonando al padre, scopre che questi non ha rinunciato a passare le vacanze con lui per lavoro, ma per stare con l'ennesima donna. Inizia allora a rendersi conto che l'unico genitore che tiene davvero a lui è sua madre e si accorge che gli manca. Nel corso della pellicola, peraltro, dettagli rivelatori lasciano intuire che Dutch, pur essendosi presentato sin dall'inizio come uomo semplice e non ostentando ricchezze come il padre di Doyle, sia altrettanto benestante dal punto di vista economico. Infine una notte (che i due trascorrono in un ricovero per senzatetto) Doyle, parlando con dei nuovi amici, non si vergogna a definire Dutch suo padre, con gioia dell'uomo che, fingendo di dormire, sente tutto. 
Giunti finalmente a casa, Doyle scopre che suo padre è passato a prenderlo, fingendo di essersi liberato dal suo impegno di lavoro, ma lui si rifiuta di seguirlo, per restare con la madre e Dutch. Contrariato, Reed intima alla donna di lasciare la casa in cui sta vivendo entro tre giorni, visto che è ancora di sua proprietà, prima di andarsene. Dutch però lo segue e, con modi efficaci, lo induce a rispettare Natalie e ad occuparsi maggiormente di un figlio che lo adora. I tre passano così un bel Giorno del Ringraziamento, anche se Dutch non dimentica di sparare a Doyle nel sedere con la sua pistola ad aria compressa, come gli aveva precedentemente promesso.